# ジャバリス・クリッテントン
ジャバリス・クリッテントン（Javaris Cortez Crittenton、1987年12月31日 - ）はアメリカ合衆国の元バスケットボール選手。ジョージア州アトランタ出身。現在は様々な事件を引き起こした容疑のために服役中である。

## 経歴
ジョージア工科大学出身後、2007年のNBAドラフトでロサンゼルス・レイカーズより全体19位で指名されてNBA入り。
2008年2月1日、クワミ・ブラウン、アーロン・マッキー、2008年と2010年のドラフト1巡目指名権と共に、パウ・ガソルと2010年のドラフト2巡目指名権とのトレードに出され、メンフィス・グリズリーズへ移籍。しかし、マイク・コンリー、カイル・ロウリー、マルコ・ヤリッチなど若手ガードの層の厚いグリズリーズでは出場時間に恵まれなかった。
2008年12月10日、ドラフト1巡目指名権とのトレードでワシントン・ウィザーズへ移籍した。

## 私生活

### 銃器不法所持容疑
2009年12月24日、クリッテントンは拳銃をロッカールームに持ち込む不祥事を起こした。騒動の当事者となったギルバート・アリーナスとともに、2010年1月25日にNBAからシーズン終了までの出場停止処分を科された。

### 殺人容疑
2011年8月26日、クリッテントンは23歳の女性を殺害したとして告発された。被害者は2011年4月にクリッテントンに強盗を働いたとされた。被害者は臀部を打たれ治療の間に死亡した。
その他にも、無免許運転・スピード違反・飲酒運転などを繰り返した容疑も併せて服役中で、2015年4月30日に上述の事件で女性を殺害した事実を認めた為に、これらの刑も併せて懲役23年の実刑判決が下され、実社会の復帰は絶望になっている。